# Глођовић
Глођовић је старо српско презиме, које потиче из Црне Горе. Они који су је напустили, прво су се настанили у Белим Водама код Новог Пазара, али су због свађи са меким турским одметником били принуђени да напусте село. Неки су отишли на Голију, неки на Рогозну, док је један део населио Нови Пазар. Одатле су се временом исељавали у Београд, Крагујевац, Смедерево, Краљево, Аранђеловац, Врњачку Бању, Рашку, Нови Сад, Чачак и остала места у Србији. Крсна слава Глођовића је Лазарева субота.